# Шековићи
Шековићи су насељено мјесто и сједиште општине Шековићи у источном делу Републике Српске. Према прелиминарним подацима пописа становништва 2013. године, у насељеном мјесту Шековићи укупно је пописано 1.322 лица.

## Географија
Удаљени су 40 км Зворника, 50 км од Тузле и 100 км од Сарајева.

## Историја
Шековићи су једно од ретких мјеста у бившој Југославији које није имало дан ослобођења. Наиме, од самог почетка народноослободилачког устанка Шековићи су били слободно мјесто.

## Култура
У општини се налазе два манастира: Ловница (Манастир Светог Ђорђа, крај 13. века) и Папраћа (15. век). Овде се налази и Народна библиотека Шековићи.

## Спорт
Насеље је сједиште омладинског фудбалског клуба Шековићи.
Најтрофејнији клуб је Теквондо клуб (ИТФ Таеквон-до клуб "Шековићи") са преко 600 освојених медаља од свог оснивања 1994. године. На такмичењу у Кикинди 1999. године, клуб је забиљежио највећи успјех, поставши првак СР Југославије. Редовни су учесници међународних такмичења, гдје често остварују запажен успјех, те ову општину представљају у најбољем свјетлу.

## Становништво
|             | 2013.          | 1991.          | 1981.          | 1971.        | 1961.        |
| Укупно      | 1 322 (100,0%) | 1 735 (100,0%) | 1 230 (100,0%) | 541 (100,0%) | 285 (100,0%) |
| Срби        | 1 313 (99,32%) | 1 606 (92,56%) | 1 059 (86,10%) | 520 (96,12%) | 268 (94,04%) |
| Остали      | 3 (0,227%)     | 27 (1,556%)    | 1 (0,081%)     | –            | –            |
| Неизјашњени | 2 (0,151%)     | –              | –              | –            | –            |
| Непознато   | 2 (0,151%)     | –              | –              | –            | –            |
| Југословени | 1 (0,076%)     | 80 (4,611%)    | 90 (7,317%)    | –            | 7 (2,456%)   |
| Црногорци   | 1 (0,076%)     | –              | 22 (1,789%)    | 3 (0,555%)   | 2 (0,702%)   |
| Бошњаци     | –              | 17 (0,980%)1   | 32 (2,602%)1   | 10 (1,848%)1 | 1 (0,351%)1  |
| Хрвати      | –              | 5 (0,288%)     | 12 (0,976%)    | 5 (0,924%)   | 4 (1,404%)   |
| Албанци     | –              | –              | 12 (0,976%)    | 2 (0,370%)   | –            |
| Македонци   | –              | –              | 1 (0,081%)     | –            | 1 (0,351%)   |
| Мађари      | –              | –              | 1 (0,081%)     | 1 (0,185%)   | 1 (0,351%)   |
| Словенци    | –              | –              | –              | –            | 1 (0,351%)   |

1. 1 На пописима од 1971. до 1991. Бошњаци су пописивани углавном као Муслимани.